# Taxandria floribunda
Taxandria floribunda är en myrtenväxtart som först beskrevs av Porphir Kiril Nicolai Stepanowitsch Turczaninow, och fick sitt nu gällande namn av Judith Roderick Wheeler och Neville Graeme Marchant. Taxandria floribunda ingår i släktet Taxandria och familjen myrtenväxter. Inga underarter finns listade i Catalogue of Life.